# Открытие Америки турками
«Откры́тие Аме́рики ту́рками» (порт. A Descoberta da América pelos Turcos), полное название «Открытие Америки турками, или О том как араб Жамил Бишара, покоритель лесов, прибыл в город Итабуна для насыщения тела и обретения достатка, где ему улыбнулась фортуна и способствовала его женитьбе, или же Супружеские узы Адмы» (порт. A descoberta da América pelos turcos ou De como o árabe Jamil Bichara, desbravador de florestas, de visita à cidade de Itabuna para dar abasto ao corpo, ali lhe ofereceram fortuna e casamento ou ainda Os esponsais de Adma) — последний (20-й) роман классика бразильской литературы Жоржи Амаду. Автор определил жанр произведения как «мини-роман» (порт. romancinho). Впервые издан в 1992 году в Париже в переводе на французский язык. Первая публикация на языке оригинала вышла в Рио-де-Жанейро в 1994 году. Перевод на русский язык опубликован не был. Некоторые мотивы романа были использованы в телесериале «Берег мечты» (2001).

## История создания
В 1991 году Амаду получил заказ итальянского издательства на написание романа. Писатель начал работу над новым сочинением в июле в Салвадоре и завершил её в октябре 1991 года в Париже. Произведение планировалось включить в сборник, приуроченный к 500-летию открытия Америки (1492—1992). Согласно замыслу, в книгу должны были войти три небольших произведения писателей американского континента: одно — на английском языке (Нормана Мейлера), второе — на испанском (Карлоса Фуэнтеса) и третье — на португальском (Жоржи Амаду), но этот коллективный выпуск не увидел свет. Амаду получил право на отдельное издание своего мини-романа.

## Как турки открыли Америку
В предисловии к португальскому изданию Жозе Сарамагу писал, что европейцам было известно об эмиграции в Бразилию португальцев, затем немцев и итальянцев. В последнем романе Амаду осветил новые неизвестные страницы истории: среди эмигрантов Бразилии также были турки, сирийцы и ливанцы, которые могли покинуть Ближний Восток только с паспортами Османской империи (1299—1922), то есть были турецкоподданными (как и отец Остапа-Сулеймана-Берта-Марии-Бендер-бея), и только поэтому всех их называли турками. В Бразилии и в других странах Латинской Америки турками считали арабов (сирийцев и ливанцев) по аналогии с тем, как граждан СССР — азербайджанцев, армян, белорусов, грузин, молдаван, узбеков, украинцев и представителей других национальностей — воспринимали как «русских». 
Ключ к пониманию названия романа был заложен в предыдущем произведении Амаду — в «Большой Засаде» (1984). В своём последнем романе автор продолжил развитие одной из тем «Большой Засады», где одним из персонажей выступает араб из Ливана — Фадул Абдал по прозвищу Большой Турок. Фадул не был мусульманином, но, будучи ливанцем, исповедовал христианство, принадлежал к маронитам и читал Отче наш по-арабски, чему научился у дяди, священника-маронита.

В «Большой Засаде» показано разное восприятие турок. 
В восприятии Дивы: «Турка легко узнать просто по виду, будь он сириец, араб или ливанец. Это все одно племя, все они турки — у всех крючковатый нос и курчавые волосы, а еще странный говор. Они едят сырое мясо, отбитое в каменной ступке».
В восприятии автора: «Он ливанец по рождению и крови, люди зовут его турком из-за невежества, но если бы они умели видеть и понимать, то на все четыре стороны разнесли бы весть о том, что он истинный грапиуна, уроженец Итабуны».

## Фабула
В 1903 году в Баии с корабля высаживаются сириец Жамил Бишара (англ. Jamil Bichara) и ливанец Радуан Мурад (Raduan Murad). Арабы обосновываются в районе грапиуна (южное побережье Баии) в то время, когда Бразилия переживала бум какао, а его плантации обрели славу нового Эльдорадо, где можно было быстро разбогатеть. Именно из таких побуждений многим пришлось распрощаться с родиной и пересечь Атлантику. «Турку» Жамилу предоставилась возможность открыть «свою Америку», женившись на Адме — уродливой дочери коммерсанта Ибраима Жафета (Ibrahim Jafet). Взамен Жамил станет компаньоном хозяина лавки и сможет унаследовать её.

## Оценки
По мнению португальского писателя Жозе Сарамаго, даже несмотря на свою краткость и кажущуюся простоту, «Открытие Америки турками» стоит в ряду таких великих прозаических полотен Амаду, как «Жубиаба», «Лавка чудес» и «Бескрайние земли». Сарамагу оценил роман как «необычайное явление в искусстве повествования» (prodígio da arte de narrar), в котором сочетаются насилие и юмор, простодушие и коварство; сравнивал плантации какао с золотыми приисками, где царят поножовщина и устанавливающие собственные законы всесильные полковники (владельцы плантаций и фазенд).

## Издания
Первое издание последнего романа Амаду вышло во Франции в 1992 году, за ним последовала публикация в Турции в 1993 году. На языке оригинала произведение вышло в Бразилии и Португалии в 1994 году. Роман переведён на греческий, испанский (в Аргентине и Испании), итальянский, немецкий и турецкий и французский языки. Кроме того выходили издания на болгарском и английском языках. Издание русского перевода не было осуществлено.
Со временем в Португалии вышло издание романа с предисловием Жозе Сарамагу, которое публиковалось в бразильских и французских изданиях (ISBN 2234073316) с 2012 года, а также в первом переводе на английский язык (2012, ISBN 0143106988).
Первое издание на французском языке
- Amado J. La découverte de l'Amérique par les Turcs :  [фр.] = A Descoberta da América pelos Turcos : mini-roman / traduit du portugais (Brésil) par Jean Orecchioni. — Paris : Stock, 1992. — 115 p. — (Nouveau cabinet cosmopolite). — ISBN 2234024943.

Первое издание на языке оригинала
- Amado J. A Descoberta da América pelos Turcos :  [порт.] : romancinho / Ilustrações de Pedro Costa, segundo originais clássicos do Rubayat. — Rio de Janeiro : Editora Record, 1994. — XX, 171 p. — ISBN 8501041610.

На других языках
- в Турции — İstanbul : Simavi yayınları, 1993. 119 p. ISBN 9757408344
- в Аргентине — Buenos Aires : Emecé Editore, 1994. 206 p.
- в Португалии — Lisboa Publ. Europa-América, 1994. 157 p. ISBN 9721038288
- в Испании — Barcelona : Ediciones B, 1995. 118 p. ISBN 8440653247
- в Болгарии — София : Колибри, 2008. 132 с. ISBN 9789545296345
- в США — New York : Penguin Books, 2012. XI, 77 p. ISBN 0143106988).

## Экранизации
- 2001 — с февраля по сентябрь на телеэкранах Бразилии шёл телесериал «Берег мечты». При создании сценария вольно использовались мотивы романов Жоржи Амаду «Мёртвое море» и «Открытие Америки турками»[5]. Один из главных персонажей — Гума — взят из «Мёртвого моря». Муж Адмы в сериале выступает под именем Фе́лис (Félix — Феликс), когда в «Открытии Америки турками» — это сириец Жамил (sírio Jamil)[2].